# Verwaltungsgliederung der Malediven
Seit dem Decentralization Act vom 15. Oktober 2010 gibt es folgende Verwaltungsebenen:
- zwei „Cities“ (Malé und Addu City)
- 19 Atolle
- 189 Inseln

Die Malediven werden verwaltungsmäßig in 19 Distrikte und zwei Städte, den Hauptstadtbezirk Malé sowie Addu City, gegliedert. Diese Einheiten dieser Verwaltungsebene werden offiziell Atolle genannt. Sie entsprechen jedoch nicht den Atollen im geographischen Sinn, siehe hierzu Atolle der Malediven.
Die Atoll (atholhu) genannten Verwaltungseinheiten haben neben ihrem eigentlichen Namen noch einen Thaana-Buchstaben als Code, mitunter ergänzt durch Alifu (އ) für „nördlich“ (uthuruburi) oder Dhaalu (ދ) für „südlich“ (dhekunuburi). Wegen der ungewohnten Buchstabennamen verwechseln Touristen diese Codebezeichnung oft mit dem eigentlichen Namen.
Ab 2008 sollten die Verwaltungsatolle zu sieben Provinzen im Zuge von Dezentralisierungsbestrebungen der Regierung zusammengefasst werden, diese Pläne wurden infolge eines Regierungswechsels 2012 jedoch wieder gestoppt.

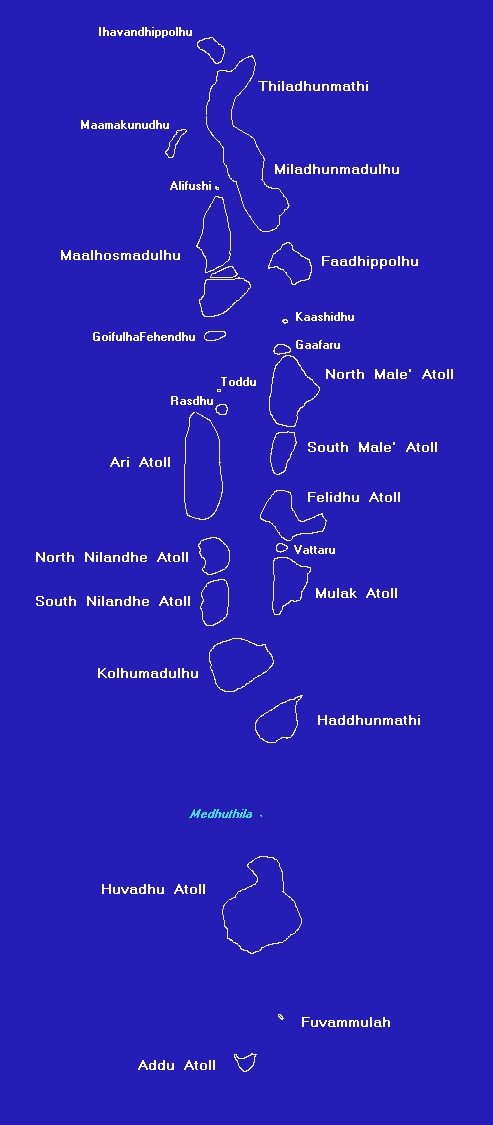
Geographische Atolle

| Offizieller Name             | Latein       | Thaana | Buch- stabe | Code Abk. | Hauptort       | Fläche in km² | Einw. 25. März 2006 | Provinz                       |
| ---------------------------- | ------------ | ------ | ----------- | --------- | -------------- | ------------- | ------------------- | ----------------------------- |
| Thiladhunmathi Uthuruburi    | Haa Alif     | ހއ     | A           | HA        | Dhidhdhoo      | 13,8          | 13.495              | Mathi-Uthuru (Upper North)    |
| Thiladhunmathi Dhekunuburi   | Haa Dhaalu   | ހދ     | B           | Hdh       | Kulhudhuffushi | 18,1          | 16.237              | Mathi-Uthuru (Upper North)    |
| Miladhunmadulu Uthuruburi    | Shaviyani    | ށ      | C           | Sh        | Funadhoo       | 9,2           | 11.940              | Mathi-Uthuru (Upper North)    |
| Miladhunmadulu Dhekunuburi   | Noonu        | ނ      | D           | N         | Manadhoo       | 18,1          | 10.015              | Uthuru (North)                |
| Maalhosmadulu Uthuruburi     | Raa          | ރ      | E           | R         | Un'goofaaru    | 6,4           | 14.756              | Uthuru (North)                |
| Maalhosmadulu Dhekunuburi    | Baa          | ބ      | F           | B         | Eydhafushi     | 4,9           | 9.578               | Uthuru (North)                |
| Faadhippolhu                 | Lhaviyani    | ޅ      | G           | Lh        | Naifaru        | 1,2           | 9.190               | Uthuru (North)                |
| Malé                         | Malé-City    | މާލެ     | T           | -         | Henveiru       | 5,798         | 103.693             | Malé                          |
| Malé-Atoll                   | Kaafu        | ކ      | H           | K         | Thulusdhoo     | 9,0           | 15.441              | Medhu-Uthuru (North Central)  |
| Ari-Atoll Uthuruburi         | Alif Alif    | އއ     | I           | AA        | Rasdhoo        | 3,4           | 5.776               | Medhu-Uthuru (North Central)  |
| Ari-Atoll Dhekunuburi        | Alif Dhaal   | އދ     | U           | Adh       | Mahibadhoo     | 3,1           | 8.379               | Medhu-Uthuru (North Central)  |
| Felidhu-Atoll                | Vaavu        | ވ      | J           | V         | Fulidhoo       | 0,6           | 1.606               | Medhu-Uthuru (North Central)  |
| Mulak-Atoll                  | Meemu        | މ      | K           | M         | Muli           | 2,9           | 4.710               | Medhu (Central)               |
| Nilandhe Atholhu Uthuruburi  | Faafu        | ފ      | L           | F         | Nilandhoo      | 1,6           | 3.765               | Medhu (Central)               |
| Nilandhe Atholhu Dhekunuburi | Dhaalu       | ދ      | M           | Dh        | Kudahuvadhoo   | 1,8           | 4.967               | Medhu (Central)               |
| Kolhumadulu                  | Thaa         | ތ      | N           | Th        | Veymandoo      | 4,5           | 8.493               | Mathi-Dhekunu (Upper South)   |
| Haddhunmathi                 | Laamu        | ލ      | O           | L         | Fonadhoo       | 16,1          | 11.990              | Mathi-Dhekunu (Upper South)   |
| Huvadhu Atholhu Uthuruburi   | Gaafu Alif   | ގއ     | P           | GA        | Viligili       | 4,9           | 8.262               | Medhu-Dhekunu (South Central) |
| Huvadhu Atholhu Dhekunuburi  | Gaafu Dhaalu | ގދ     | Q           | GDh       | Thinadhoo      | 6,7           | 11.013              | Medhu-Dhekunu (South Central) |
| Fuvammulah                   | Gnaviyani    | ޏ      | R           | Gn        | Fuvahmulah     | 4,92          | 7.636               | Dhekunu (South)               |
| Addu City                    | Seenu        | ސ      | S           | S         | Hithadhoo      | 11,2          | 18.026              | Dhekunu (South)               |
| Malediven                    |              |        |             |           | Malé           | 298           | 298.968             |                               |

## Geplante Provinzen
Die sieben Provinzen wurden 2008 als übergeordnete Verwaltungsebene eingeführt, jedoch 2012 wieder aufgegeben.
Die Hauptstadt Malé gehörte zu keiner der sieben Provinzen.
| Provinz Lokaler Name | Englischer Name | besteht aus Verwaltungsatollen          | Hauptstadt     | Lage der Hauptstadt                       | Fläche in km² | Bevölkerung |
| -------------------- | --------------- | --------------------------------------- | -------------- | ----------------------------------------- | ------------- | ----------- |
| Mathi-Uthuru         | Upper North     | Haa Alif, Haa Dhaalu, Shaviyani         | Kulhudhuffushi | Hauptstadt des Haa-Dhaalu-Atolls          | …             | 41.672      |
| Uthuru               | North           | Noonu, Raa, Baa, Lhaviyani              | Felivaru       | Lhaviyani-Atoll                           | …             | 43.539      |
| Malé                 | Malé            | Malé                                    | Malé           | Malé                                      | …             | 103.693     |
| Medhu-Uthuru         | North Central   | Kaafu, Alifu Alifu, Alifu Dhaalu, Vaavu | Maafushi       | Kaafu-Atoll                               | …             | 31.202      |
| Medhu-               | Central-        | Meemu-, Faafu-, Dhaalu-Atoll            | Kudahuvadhoo   | Hauptstadt des Dhaalu-Atoll-              | …             | 13.442      |
| Mathi-Dhekunu        | Upper South     | Thaa, Laamu                             | Gan            | Laamu-Atoll                               | …             | 20.483      |
| Medhu-Dhekunu        | South Central   | Gaafu Alifu, Gaafu Dhaalu               | Thinadhoo      | Hauptstadt des Gaafu-Dhaalu-Atolls        | …             | 19.275      |
| Dhekunu              | South           | Gnaviyani, Seenu                        | Hithadhoo      | Hauptstadt des Seenu-Atolls (Addu-Atolls) | …             | 25.662      |
| Malediven            |                 |                                         | Malé           | Hauptstadtbezirk                          | 298           | 298.968     |

Die sieben Provinzen lehnen sich eng an sieben historische Inselregionen an:
1. Uthuru Boduthiladhunmathi
2. Dhekunu Boduthiladhunmathi
3. Uthuru Medhu-Raajje
4. Medhu-Raajje
5. Dhekunu Medhu-Raajje
6. Huvadhu (oder Uthuru Suvadinmathi)
7. Addumulakatholhu (oder Dhekunu Suvadinmathi).

## Verwaltungsatolle mit zugehörigen geographischen Atollen
In der nachstehenden Tabelle sind die 19 Verwaltungsatolle und die beiden Städte mit den jeweils zugehörigen geographischen Atollen aufgelistet. In genau acht Fällen entspricht ein Verwaltungsatoll genau einem geographischen Atoll. Diese Fälle sind mit hellgrüner Hintergrundfarbe gekennzeichnet. In den anderen Fällen sind kleinere geographische Atolle Verwaltungsatollen zugehörig, und größere geographische Atolle sind in zwei Verwaltungsatolle unterteilt. Nur das größte natürliche Atoll der Malediven, Thiladhunmathi-Miladhunmadulu (zwei Namen, aber tatsächlich ein Atoll), gehört zu vier verschiedenen Verwaltungsatollen.
| Verwaltungsatoll  | zugehörige geografische Atolle                                     |
| ----------------- | ------------------------------------------------------------------ |
| Haa Alif          | Thiladhunmathi 1) (nördl. Teil), Ihavandippholu                    |
| Haa Dhaalu        | Thiladhunmathi 1) (südl. Teil), Maamakunudhu                       |
| Shaviyani         | Miladhunmadulu 1) (nördl. Teil)                                    |
| Noonu             | Miladhunmadulu 1) (südl. Teil)                                     |
| Raa               | North Maalhosmadulu, Alifushi                                      |
| Baa               | South Maalhosmadulu, Middle Maalhosmadulu, Goifulhafehendhu        |
| Lhaviyani         | Faadhippolhu                                                       |
| Malé (Hauptstadt) | North Malé (Südostecke)                                            |
| Kaafu             | North Malé (außer Hauptstadt Malé), South Malé, Gaafaru, Kaashidhu |
| Alif Alif         | Ari (nördl. Teil), Rasdhu, Thoddoo                                 |
| Alif Dhaal        | Ari (südl. Teil)                                                   |
| Vaavu             | Felidhu, Vattaru                                                   |
| Meemu             | Mulak                                                              |
| Faafu             | North Nilandhe                                                     |
| Dhaalu            | South Nilandhe                                                     |
| Thaa              | Kolhumadulu                                                        |
| Laamu             | Haddhunmathi                                                       |
| Gaafu Alif        | Huvadhu (nördl. Teil), (Medhuthila)                                |
| Gaafu Dhaalu      | Huvadhu (südl. Teil)                                               |
| Nyaviyani         | Fuvammulah                                                         |
| Seenu             | Addu City                                                          |